# Караваджо (фильм, 1986)
«Караваджо» (англ. Caravaggio) — британский художественный фильм 1986 года режиссёра Дерека Джармена, снятый по мотивам жизни итальянского художника Караваджо.

## Сюжет
В основе сюжета — жизнь итальянского художника Караваджо (1571—1610), любовный треугольник Караваджо (Найджел Терри), Лены (Тильда Суинтон) и Рануччо (Шон Бин), а также использование художником бродяг, пьяниц и куртизанок в качестве натурщиков для глубоко значительных (как правило религиозных) картин.

## В ролях
- Найджел Терри — Караваджо
- Шон Бин — Рануччо
- Гарри Купер — Давид
- Декстер Флетчер — Караваджо в юности
- Спенсер Ли — Иерусалим
- Тильда Суинтон — Лена, любовница Рануччо, натурщица Караваджо
- Найджел Дэвенпорт — Джустиниани
- Робби Колтрейн — Шипионе Боргезе
- Майкл Гоф — Дель Монте, кардинал
- Джонатан Хайд — Бальоне
- Ноам Алмаз — мальчик Караваджо
- Дэун Арчибальд — Пипо
- Джек Биркетт — Папа Римский
- Сэди Корр — принцесса Колонна

## Съёмочная группа
- Авторы сценария:
  - Сузо Чекки Д'Амико
  - Дерек Джармен
- Режиссёр: Дерек Джармен
- Оператор: Габриэль Бериста́ин
- Композитор: Саймон Фишер-Тернер
- Художник: Кристофер Хоббс
- Художник по костюмам: Сэнди Пауэлл
- Продюсер: Сара Рэдклифф

## Награды и признание
- 1986 — 36-й Берлинский международный кинофестиваль
  - Серебряный Медведь
  - Награда C.I.D.A.L.C.
- 1987 — Стамбульский международный кинофестиваль
  - Специальный приз жюри
- 1999 — Фильм вошёл в сотню лучших британских фильмов за 100 лет по версии BFI (93-е место)